# Jacques Laurent
Jacques Laurent (París, 6 de enero de 1919-28 de diciembre de 2000) fue un escritor, periodista y ensayista francés que trabajó bajo el nombre de Cecil Saint-Laurent.
Cursó estudios en el Liceo Condorcet. Durante la ocupación alemana de Francia escribió artículos para una publicación clandestina. Terminada la Segunda Guerra Mundial, empezó a escribir la novela Carolina querida, que obtuvo éxito y dio fama al autor, que había adoptado el pseudónimo de Cécil Saint-Laurent. La película Lola Montès (1955), dirigida por Max Ophüls, estuvo basada en su novela histórica homónima sobre Lola Montez. Fue elegido por la Academia Francesa en 1986.

## Obras
- Carolina querida (Caroline Chérie, 1947)
- Las bestias (Les Bêtises, 1971) (Prix Goncourt de 1971)
- Lola Montes (1972, escrita varias décadas antes)
- Clarisa (Clarisse, 1980)